# Neue Mühle (Königs Wusterhausen)

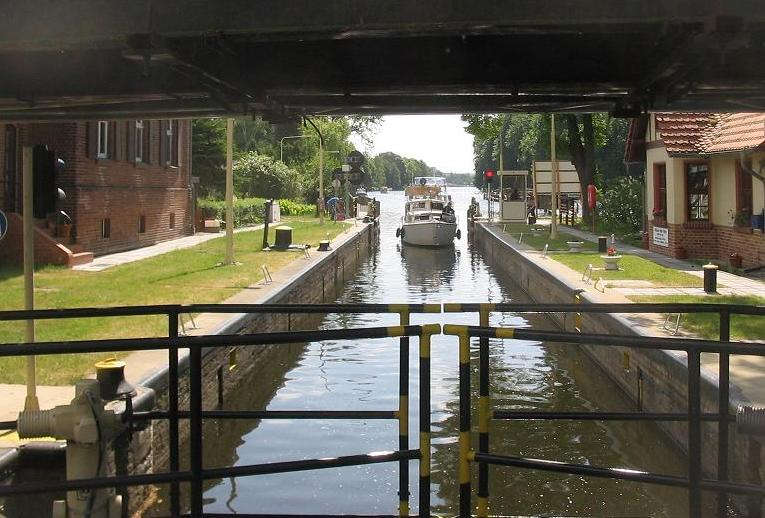
Schleuse Neue Mühle, Oberwasser zur Staabe

Neue Mühle ist ein Wohnplatz von Königs Wusterhausen, einer Stadt südöstlich von Berlin im Brandenburger Landkreis Dahme-Spreewald. Der ehemalige Gutsbezirk wurde 1898 in die damalige Landgemeinde Königs Wusterhausen eingemeindet. In Neue Mühle liegt das Naturschutzgebiet Tiergarten, ein ehemaliges königliches Jagdrevier. Die Schleuse Neue Mühle, die bis auf das Jahr 1696 zurückgeht, zählt zu den ältesten Schleusen der Dahme-Wasserstraße (DaW).

## Geografische Lage und Waldfreibad
Neue Mühle befindet sich östlich der Kernstadt Königs Wusterhausen. Im Norden grenzen Niederlehme, im Osten Zernsdorf und Senzig sowie im Süden Zeesen – sämtlich  Königs Wusterhausener Ortsteile – an Neue Mühle. Durch den Ort verlaufen die Straßen von Königs Wusterhausen nach Erkner und Friedersdorf. Die Postleitzahl lautet 15711, die Telefon-Vorwahl 03375.

## Bilder

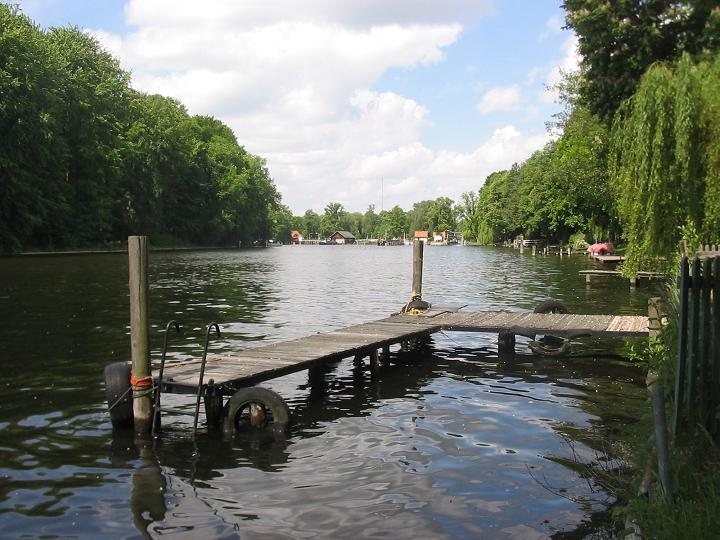
Staabe an der Uferpromenade, im Hintergrund die Schleuse
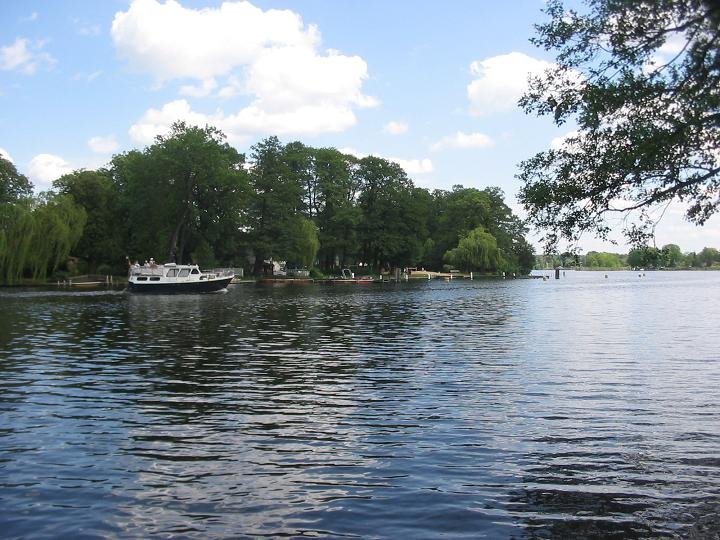
Staabe, Mündung in den Krimnicksee
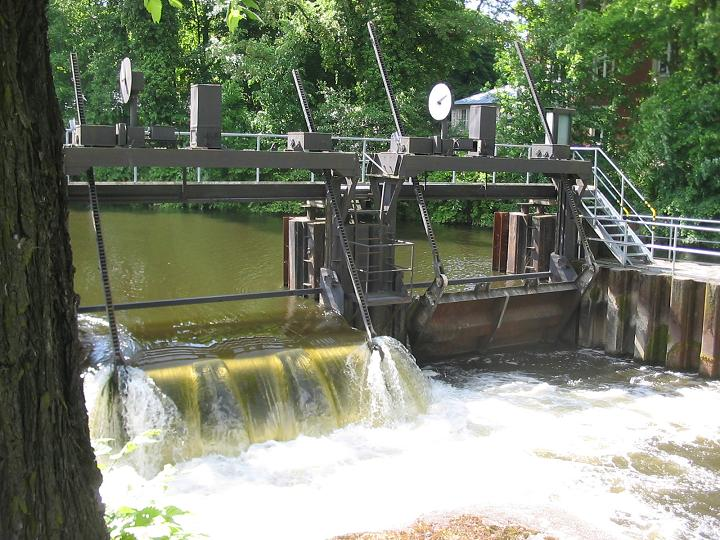
Schleuse, Wehr
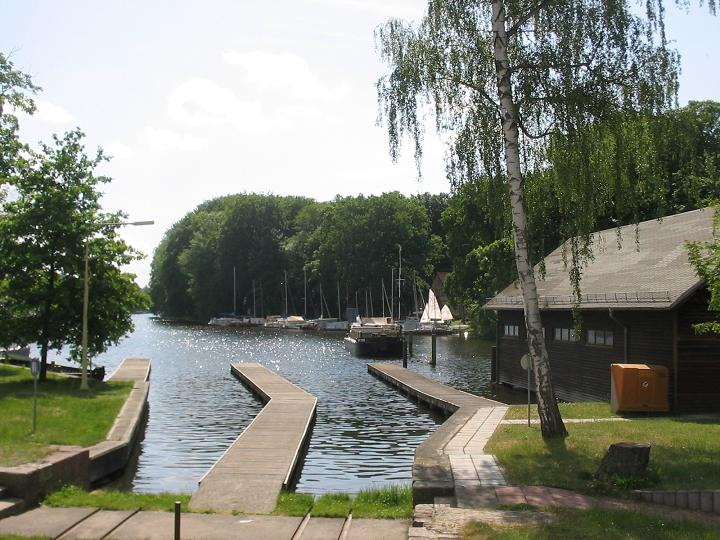
Schleuse, Bootsschleppe

Neue Mühle liegt zu beiden Seiten der Dahme, die auf einer Länge von 480 Metern im Oberwasser südöstlich der historischen Schleuse bis zur Husarenecke am Krimnicksee die Bezeichnung Staabe trägt. Nach Südosten setzt sich die Gemarkung des Ortes am Krimnicksee, dem westlichen Seeteil des Krüpelsees, fort. Beide Seeteile werden von der Dahme durchflossen und bilden Ausbuchtungen des Flusses. An der Schleuse beginnt eine Uferpromenade, die entlang des Nordufers der Staabe verläuft und am Waldfreibad Neue Mühle endet. Das Bad verfügt über eine Liegewiese, Volleyballplatz, Tischtennisplatte, Fußballplatz, Wasserrutsche, Gastronomie und sanitäre Einrichtungen. Der Badebereich hat einen separaten Nichtschwimmerbereich und wird von Rettungsschwimmern überwacht.

## Historische Erwähnungen
Die erste überlieferte Erwähnung der Neuen Mühle, auf die der Ort zurückgeht,  stammt aus dem Landbuch Kaiser Karls IV. von 1375 als Nuwemol. Über die noch ältere Vorgängermühle und über ihren Standort ist nichts bekannt. Der Codex diplomaticus Brandenburgensis enthält 1437 den Eintrag: „ […] mit Irem Slosse vnd Stat Tupzk vund ihrer mohel, genand die Nuwemol […].“ (Tupczk = Teupitz). Eine Urkunde aus dem Jahr 1546 erwähnt unter der herrschaft Teuptzig die Newe Molle. Das Schoßkataster (Steuer und Abgabenregister) von 1624 führt einen Neuen Müller und 1684 findet sich in einer Urkunde die Schreibweise die Newe Mühle. Anton Friedrich Büsching führt dann 1775 in seiner Beschreibung einer Reise von Berlin über Potsdam nach Rekahn, unweit Brandenburg die heutige Schreibweise Neue Mühle.

## Schleuse Neue Mühle
Der Legende nach geht die Schleuse auf einen Jagdausflug Friedrichs I. Ende des 17. Jahrhunderts zurück, auf dem er vom Müller beköstigt worden sein soll. Der Müller beklagte sich bei seinem kurfürstlichen Gast über den wechselnden Wasserstand der Dahme, der seinen Betrieb beeinträchtigte, und wünschte sich ein Wehr und eine Schleuse. Angeblich erhörte der spätere König die Bitte des Müllers. Jedenfalls wurde 1696 eine erste Schleuse gebaut, deren Wände die heutige Bootsschleppe flankieren.
Spätestens 1868 entstand wenige Meter neben der alten die neue Schleusenkammer. Sie hat im Jahr 2008 eine nutzbare Länge von 38,93 und eine Breite von 5,33 Metern. Die Hubhöhe beträgt 1,50 Meter. Über die Dahme hinweg wurde zwischen dem Schleusentor und dem Unterwasser eine Kettenzugbrücke für die Landstraße zwischen Königs Wusterhausen und Zernsdorf beziehungsweise Niederlehme gebaut. Passieren größere Schiffe die Schleuse, wird der Straßenverkehr unterbrochen und die Klappbrücke hochgefahren. Bis 1950 wurde dabei das Stemmtor per Handkurbel geöffnet. 2006 wurden insgesamt 4.106 Schleusenfüllungen vorgenommen. Dabei passierten 102 Fahrgastschiffe, 15.621 Kleinfahrzeuge und 643 Fiskalische Fahrzeuge die Schleuse. Bei der Nutzung ergaben sich große saisonale Unterschiede. So lag die Zahl der Schleusungen im März 2007 bei rund 60, im Spitzenmonat August dagegen bei 3.670. Das bedeutete für den August, dass die Brücke im Tagesdurchschnitt 118 mal hochgefahren wurde. Die Bootsschleppe kann auch außerhalb der Schleusenbetriebszeiten genutzt werden.
Die letzte Mühle wurde um 1900 abgetragen. An ihrer Stelle steht ein Landgasthof. Am Oberwasser der Schleuse befindet sich der Yacht Club Neue Mühle mit einem holzverkleideten Vereinshaus. Das Clubgelände grenzt an den historischen Tiergarten.

## Naturraum
Südlich der Staabe und östlich des Krimnicksees ließ der Soldatenkönig Friedrich Wilhelm I., der sich oft in seinem nahegelegenen Jagdschloss Wusterhausen aufhielt, 1725 in einem 900 Hektar großen Waldgebiet einen Tiergarten für die Jagd und zur Sicherung der Wildbestände anlegen. Das Gebiet bildet heute ein Erholungsgebiet mit bis zu 270 Jahre alten Eichen und ist seit 1995 unter dem Namen Tiergarten als Naturschutzgebiet ausgewiesen. Der Neue Mühle-Wanderweg führt von Königs Wusterhausen über den Schlosspark und die Schleuse Neue Mühle durch den Tiergarten und zurück nach Königs Wusterhausen.